# Habitatge al Carrer Santa Anna, 12 (Tàrrega)
El Carrer Santa Anna, 12 és una casa de Tàrrega (Urgell) inclosa a l'Inventari del Patrimoni Arquitectònic de Catalunya.
És un edifici que consta de planta baixa, un pis i golfes i que es troba en un grau de conservació notable, no havent-se produït mutilacions importants a la planta baixa. S'ubica en un solar de considerable façana i molt poca profunditat. La composició de façana és asimètrica però aquest caràcter d'eixida que tenen les seves obertures la fan molt interessant. La construcció és de l'any 1750.